# Ledande avelshingst i Nordamerika
Listan nedan visar den ledande avelshingsten för engelska fullblod i Nordamerika för varje år sedan 1830. Detta bestäms av hur mycket prispengar som vunnits av faderns avkommor under året. Listan är begränsad till hingstar baserade i Nordamerika, men inkluderar för närvarande inkomster från utländska lopp i Storbritannien, Irland, Frankrike, Italien, Tyskland och Förenade Arabemiraten samt inhemska inkomster.
Före 2015 uteslöt listorna som publicerades av The Blood-Horse intäkter från Hongkong och Japan på grund av skillnaden i prispengar. Från och med 2015 ingår intäkter från Hongkong och Japan på justerad basis.

## Lista
- 1830: Sir Charles (1)
- 1831: Sir Charles (2)
- 1832: Sir Charles (3)
- 1833: Sir Charles (4)
- 1834: Monsieur Tonson (1)
- 1835: Bertrand (1)
- 1836: Sir Charles (5)
- 1837: Leviathan (1)
- 1838: Leviathan (2)
- 1839: Leviathan (3)
- 1840: Medoc (1)
- 1841: Medoc (2)
- 1842: Priam (1)
- 1843: Leviathan (4)
- 1844: Priam (2)
- 1845: Priam (3)
- 1846: Priam (4)
- 1847: Glencoe (1)
- 1848: Leviathan (5) / Trustee (1)
- 1849: Glencoe (2)
- 1850: Glencoe (3)
- 1851: Boston (1)
- 1852: Boston (2)
- 1853: Boston (3)
- 1854: Glencoe (4)
- 1855: Glencoe (5)
- 1856: Glencoe (6)
- 1857: Glencoe (7)
- 1858: Glencoe (8)
- 1859: Albion (1)
- 1860: Revenue (1)
- 1861: Lexington (1)
- 1862: Lexington (2)
- 1863: Lexington (3)
- 1864: Lexington (4)
- 1865: Lexington (5)
- 1866: Lexington (6)
- 1867: Lexington (7)
- 1868: Lexington (8)
- 1869: Lexington (9)
- 1870: Lexington (10)
- 1871: Lexington (11)
- 1872: Lexington (12)
- 1873: Lexington (13)
- 1874: Lexington (14)
- 1875: Leamington (1)
- 1876: Lexington (15)
- 1877: Leamington (2)
- 1878: Lexington (16)
- 1879: Leamington (3)
- 1880: Bonnie Scotland (1)
- 1881: Leamington (4)
- 1882: Bonnie Scotland (2)
- 1883: Billet (1)
- 1884: Glenelg (1)
- 1885: Virgil (1)
- 1886: Glenelg (2)
- 1887: Glenelg (3)
- 1888: Glenelg (4)
- 1889: Rayon d'Or (1)
- 1890: St. Blaise (1)
- 1891: Longfellow (1)
- 1892: Iroquois (1)
- 1893: Himyar (1)
- 1894: Sir Modred (1)
- 1895: Hanover (1)
- 1896: Hanover (2)
- 1897: Hanover (3)
- 1898: Hanover (4)
- 1899: Albert (1)
- 1900: Kingston (1)
- 1901: Sir Dixon (1)
- 1902: Hastings (1)
- 1903: Ben Strome (1)
- 1904: Meddler (1)
- 1905: Hamburg (1)
- 1906: Meddler (2)
- 1907: Commando (1)
- 1908: Hastings (2)
- 1909: Ben Brush (1)
- 1910: Kingston (2)
- 1911: Star Shoot (1)
- 1912: Star Shoot (2)
- 1913: Broomstick (1)
- 1914: Broomstick (2)
- 1915: Broomstick (3)
- 1916: Star Shoot (3)
- 1917: Star Shoot (4)
- 1918: Sweep (1)
- 1919: Star Shoot (5)
- 1920: Fair Play (1)
- 1921: Celt (1)
- 1922: McGee (1)
- 1923: The Finn (1)
- 1924: Fair Play (2)
- 1925: Sweep (2)
- 1926: Man o' War (1)
- 1927: Fair Play (3)
- 1928: High Time (1)
- 1929: Chicle (1)
- 1930: Sir Gallahad III (1)
- 1931: St. Germans (1)
- 1932: Chatterton (1)
- 1933: Sir Gallahad III (2)
- 1934: Sir Gallahad III (3)
- 1935: Chance Play (1)
- 1936: Sickle (1)
- 1937: The Porter (1)
- 1938: Sickle (2)
- 1939: Challenger II (1)
- 1940: Sir Gallahad III (4)
- 1941: Blenheim (1)
- 1942: Equipoise (1)
- 1943: Bull Dog (1)
- 1944: Chance Play (2)
- 1945: War Admiral (1)
- 1946: Mahmoud (1)
- 1947: Bull Lea (1)
- 1948: Bull Lea (2)
- 1949: Bull Lea (3)
- 1950: Heliopolis (1)
- 1951: Count Fleet (1)
- 1952: Bull Lea (4)
- 1953: Bull Lea (5)
- 1954: Heliopolis (2)
- 1955: Nasrullah (1)
- 1956: Nasrullah (2)
- 1957: Princequillo (1)
- 1958: Princequillo (2)
- 1959: Nasrullah (3)
- 1960: Nasrullah (4)
- 1961: Ambiorix (1)
- 1962: Nasrullah (5)
- 1963: Bold Ruler (1)
- 1964: Bold Ruler (2)
- 1965: Bold Ruler (3)
- 1966: Bold Ruler (4)
- 1967: Bold Ruler (5)
- 1968: Bold Ruler (6)
- 1969: Bold Ruler (7)
- 1970: Hail to Reason (1)
- 1971: Northern Dancer (1)
- 1972: Round Table (1)
- 1973: Bold Ruler (8)
- 1974: T.V. Lark (1)
- 1975: What a Pleasure (1)
- 1976: What a Pleasure (2)
- 1977: Dr. Fager (1), Northern Dancer (2)[a]
- 1978: Exclusive Native (1)
- 1979: Exclusive Native (2)
- 1980: Raja Baba (1)
- 1981: Nodouble (1)
- 1982: His Majesty (1)
- 1983: Halo (1)
- 1984: Seattle Slew (1)
- 1985: Buckaroo (1)
- 1986: Lyphard (1)
- 1987: Mr. Prospector (1)
- 1988: Mr. Prospector (2)
- 1989: Halo (2)
- 1990: Alydar (1)
- 1991: Danzig (1)
- 1992: Danzig (2)
- 1993: Danzig (3)
- 1994: Broad Brush (1)
- 1995: Palace Music (1)
- 1996: Cozzene (1)
- 1997: Deputy Minister (1)
- 1998: Deputy Minister (2)
- 1999: Storm Cat (1)
- 2000: Storm Cat (2)
- 2001: Thunder Gulch (1)
- 2002: El Prado (1)
- 2003: A.P. Indy (1)
- 2004: Elusive Quality (1)
- 2005: Saint Ballado (1)
- 2006: A.P. Indy (2)
- 2007: Smart Strike (1)
- 2008: Smart Strike (2)
- 2009: Giant's Causeway (1)
- 2010: Giant's Causeway (2)
- 2011: Distorted Humor (1)
- 2012: Giant's Causeway (3)
- 2013: Kitten's Joy (1)
- 2014: Tapit (1)
- 2015: Tapit (2)
- 2016: Tapit (3)
- 2017: Unbridled's Song (1)
- 2018: Kitten's Joy (2)[3]
- 2019: Into Mischief (1)
- 2020: Into Mischief (2)
- 2021: Into Mischief (3)
- 2022: Into Mischief (4)
- 2023: Into Mischief (5)

1. ↑  1977 års utmärkelse gavs till Dr. Fager av Thoroughbred Daily Times, vid tiden då de endast räknade nordamerikanska intäkter. Northern Dancer fick titeln efter att The Blood-Horse räknat internationella intäkter.[2]